# Stade Józef-Piłsudski
Ne pas confondre avec le stade du maréchal Józef Piłsudski de Varsovie.
Le stade Józef-Piłsudski (Stadion Cracovii im. Józefa Piłsudskiego en polonais) est un stade polonais de football situé à Cracovie, en Pologne. Construit en 1912, il est utilisé par le KS Cracovia, l'un des deux clubs principaux de la ville avec le Wisła Cracovie, et peut accueillir jusqu'à 15 016 personnes.

## Historique

### Construction
Construit en 1912 sur la base des plans de l'architecte Franciszek Mączyński et pour le sixième « anniversaire » du KS Cracovia, le stade est inauguré le 31 mars contre le Pogoń Lvov.
En 1936, le stade prend le nom du maréchal Józef Piłsudski, puis du docteur Edward Cetnarowski après la Seconde Guerre mondiale. Pouvant accueillir plus de dix mille personnes, le stade est renommé en l'honneur du pape Jean-Paul II en 2005, puis reprend son nom d'origine un an plus tard.

### Rénovation
Le 8 janvier 2008, les autorités de Cracovie annoncent la future rénovation du stade, qui pourra accueillir jusqu'à 15 016 personnes. Son nouveau design est réalisé par le cabinet d'architecture espagnol « Estudio Lamela », basée à Madrid. Cette rénovation débute en 2009 et prend fin en septembre 2010, soit quatorze mois avant la date prévue initialement.